# Le Locle - Sommartel
Le Locle - Sommartel est une course cycliste suisse disputée entre Le Locle et Sommartel, dans le canton de Neuchâtel. Il s'agit d'une course de côte organisée par le VC Edelweiss Le Locle et traditionnellement disputée à la fin du mois d'août. Depuis 2006, la course est disputée en deux manches (une course en ligne et une course poursuite). 

## Palmarès depuis 2005
| Année | Vainqueur             | Deuxième             | Troisième             |
| ----- | --------------------- | -------------------- | --------------------- |
| 2005  | Alexandr Pliuschin    | Michael Schneeberger | Michael Hofstetter    |
| 2006  | Thierry Scheffel      | Guillaume Dessibourg | David Jansen          |
| 2007  | Peter Schnorf         | Pascal Corti         | Tobias Lussi          |
| 2008  | Florian Stutz         | Raymond Künzli       | Tobias Lussi          |
| 2009  | Adrien Chenaux        | Niels Scheding       | Stéphane Parisod      |
| 2010  | Hubert Schwab         | Roger Devittori      | Sébastien Reichenbach |
| 2011  | Adrien Chenaux        | Till Dreier          | Roger Devittori       |
| 2012  | Sébastien Reichenbach | Fabien Wolf          | Andreas Schweizer     |
| 2013  | Nico Brünger          | Dominik Fucks        | Alexandre Mercier     |
| 2014  | Cyrille Thièry        | Thomas Terrettaz     | Manuel Bosch          |
| 2015  | Jan Rütimann          | Adrien Chenaux       | Valentin Baillfard    |
| 2016  | Cyril Calame          | Joël Suter           | Anthony Rappo         |
| 2017  | Cyrille Thièry        | Cyril Calame         | Jacques Lebreton      |
| 2018  | Joël Suter            | Marco Provera        | Cyrille Thièry        |